# DI
A DI (stilizálva: D.I.) amerikai hardcore punk-zenekar. Casey Royer alapította meg ezt az együttest, aki a Social Distortion és The Adolescents révén ismert. 1981-ben alakultak a kaliforniai Fullertonban. Albumaikat a Revenge Records, Reject Records, Triple X Records, Doctor Dream Records, Cleopatra Records, Suburban Noize kiadók jelentetik meg.

## Tagok
- Casey Royer - ének
- Clinton Calton - gitár
- Eddie Tatar - basszusgitár
- Joey Tatar - dobok

## Diszkográfia
- Ancient Artifacts (1985)
- Horse Bites Dog Cries (1986)
- What Good is Grief to a God? (1988)
- Tragedy Again (1989)
- State of Shock (1994)
- Caseyology (2002)
- On the Western Front (2007)